# 아마존 일래스틱 파일 시스템
아마존 일래스틱 파일 시스템(Amazon Elastic File System, 아마존 EFS, Amazon EFS)은 AWS(아마존 웹 서비스)에서 제공하는 클라우드 스토리지 서비스로, AWS 클라우드 서비스와 온프레미스 리소스 모두에서 사용할 수 있도록 확장 가능하고 탄력적이며 일부 제한 사항과 동시에 암호화된 파일 스토리지를 제공하도록 설계되었다. 아마존 EFS는 파일이 추가되거나 제거될 때 자동으로 확장 및 축소될 수 있도록 구축되었다. 아마존 EFS는 NFS(네트워크 파일 시스템) 버전 4.0 및 4.1(NFSv4) 프로토콜을 지원하고 POSIX(Portable Operating System Interface) 권한을 통해 파일에 대한 액세스를 제어한다.

## 사용 사례
아마존에 따르면 이 파일 시스템 서비스의 사용 사례에는 일반적으로 콘텐츠 저장소, 개발 환경, 웹 서버 팜, 홈 디렉토리 및 빅 데이터 애플리케이션이 포함된다.

## 데이터 일관성
아마존 EFS는 애플리케이션이 NFS에서 기대하는 닫기 후 열기 일관성 의미 체계를 제공한다.

## 가용성
아마존 EFS는 적어도 2019년 12월부터 모든 퍼블릭 AWS 리전에서 사용할 수 있다.

## 같이 보기
- GlusterFS